# Клиноповітряний ракетний двигун

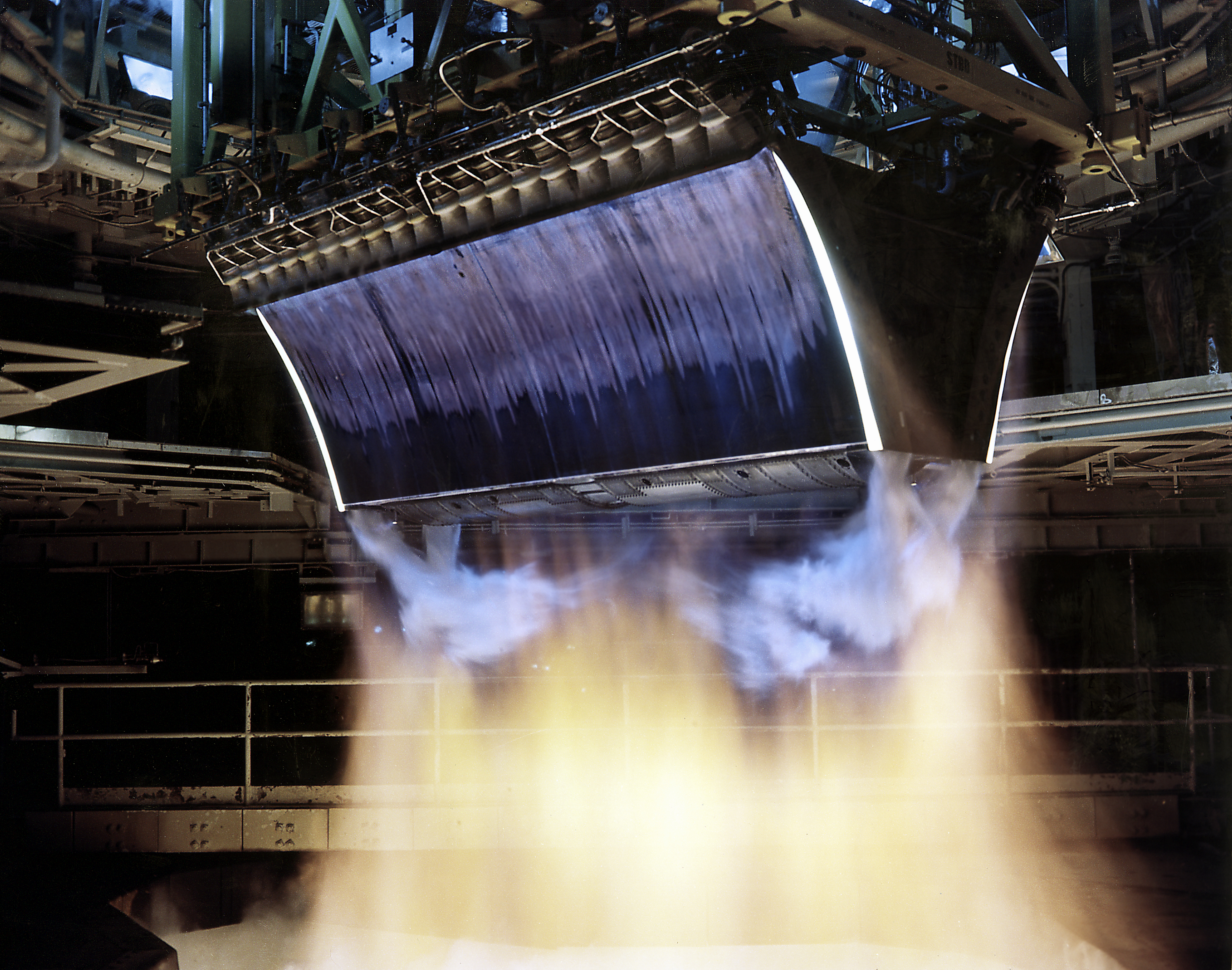
Вогняні випробування плаского клиноповітряного двигуна XRS-2200 за програмою X-33

Клиноповітряний ракетний двигун (англ. Aerospike engine, Aerospike, КПРД) — тип рідинного ракетного двигуна (РРД) з клинуватим соплом, що підтримує аеродинамічну ефективність у широкому діапазоні висот над поверхнею Землі з різним тиском атмосфери. КПРД належить до класу ракетних двигунів, сопла яких здатні змінювати тиск газового струменя залежно від атмосферного тиску, який нижчає зі збільшенням висоти польоту (англ. Altitude compensating nozzle). Двигун з таким типом сопла використовує на 25-30 % менше палива на низьких висотах, де зазвичай потрібна найбільша тяга. Клиноповітряні двигуни вивчалися протягом тривалого часу як основний рушій для одноступеневих космічних систем (ОКС, англ. Single-Stage-To-Orbit, SSTO), тобто ракетних систем, які використовують для доставки корисного навантаження на орбіту тільки один ступінь. Цей тип рушія був серйозним претендентом на роль основних двигунів БТКК «Спейс шаттл» при його створенні (див.: SSME). Однак станом на 2012 рік жоден двигун цього типу не використовується та не виробляється. Найвдаліші моделі перебувають на стадії довершувальних робіт.

## Звичайний ракетний двигун
Основним призначенням будь-якого сопла є ефективне спрямування потоку відпрацьованих газів  ракетного двигуна у одному напрямку. Вихлоп — високотемпературна суміш газів — має випадковий розподіл моменту у камері згоряння та якщо йому дозволити вийти у даному вигляді, тільки мала частка потоку буде направлена у потрібному напрямку для створення тяги. Дзвоноподібне сопло ракетного двигуна обмежує по бокам руху газу, створюючи область збільшеного тиску з розташованою нижче ділянкою пониженого тиску, що нормалізує потік у потрібному напрямку. шляхом ретельної розробки досягається ступінь розширення сопла, котра дозволяє практично повністю перетворити рух струменя у потрібному напрямку позаду двигуна, збільшуючи тягу. Проблема зі звичайною конструкцією сопла полягає в тому, що тиск повітря ззовні також робить внесок у обмеження потоку газу. На будь-якій висоті над поверхнею Землі з різним тиском атмосфери сопло може бути сконструйованим практично довершено, але така ж сама форма буде менш ефективна на іншій висоті с іншим тиском повітря. Таким чином, по мірі того як ракета-носій підіймається через атмосферу, ефективність її двигунів разом їхньою тягою зазнає значні зміни, які досягають 30 %. Наприклад, двигуни RS-24 МТКК Спейс шаттл можуть створювати тягу зі швидкістю газового струменя 4525 м/с у вакуумі та 3630 м/с на рівні моря. Конструкція сопла двигуна являє собою дуже важливу частину створення ракетних систем

## Принципи

Порівняння звичайного ракетного двигуна (ліворуч) з клиноповітряним двигуном (праворуч)

У конструкції клиноповітряного двигуна проблема ефективності на різних висотах розв'язується наступним чином: замість однієї точки вихлопу у вигляді невеликого отвору в центрі сопла використовується клиноподібний виступ, навколо якого встановлюється ряд камер згоряння. Клин утворює одну сторону віртуального сопла, у той час як інша частина утворюється прохідним потоком повітря під час польоту. Цим пояснюється його початкова назва «двигун аероспайк» (англ. Aerospike engine, «повітряно-клиновий двигун»).
Основна ідея такої конструкції полягає в тому, що на малій висоті атмосферний тиск притискає відпрацьований газ до виступаючого клину. Потім рециркуляція у основі клину підіймає тиск до значення оточуючої атмосфери. В силу такої конструкції, тяга не досягає гранично можливих значень, але також й не але зазнає значного падіння, яке відбувається в нижній частині традиційного сопла через частковий вакуум. По мірі того, як апарат досягає більшої висоти, утримуючий реактивний струмінь двигуна оточуючий тиск зменшується, при цьому падає тиск на верхню частину двигуна, що зберігає його ефективність незмінною. Більш того, не дивлячись на те, що оточуючий тиск падає практично до нуля, зона рециркуляції зберігає тиск на основу клину до значень, порівняних з тиском атмосфери біля поверхні Землі, у той час як верхня частина клину знаходиться практично у вакуумі. Це створює додаткову тягу з ростом висоти, компенсуючи падіння оточуючого тиску. У цілому, ефект порівняний з традиційним соплом, яке має здатність розширятися зі збільшенням висоти. В теорії клиноповітряний двигун дещо менш ефективний у порівнянні з традиційним соплом, сконструйованим для даної висоти, та у порівнянні з ним, більш ефективний для будь-якої іншої висоти.
Недоліком такої конструкції є більша вага центрального виступу та додаткові вимоги з охолодження через більшу поверхню, яка зазнає нагрівання. Також більша площа охолоджуваної поверхні може зменшити теоретичні рівні тиску на сопло. Додатковим від'ємним фактором є відносно погана продуктивність такої системи при швидкостях 1-3 М. У цьому випадку повітряний потік ззаду літального апарата має зменшений тиск, що знижує тягу.

## Можливі варіанти
Існують кілька модифікацій цього дизайну, які відрізняються за своєю формою. У тороїдальному клині центральна частина має форму звужуваного конуса, по краях якого здійснюється концентричний вихід реактивних газів. У теорії така конструкція вимагає нескінченно довгого центрального виступу для найкращої ефективності, але використання частини вихлопу у радіально-бокових напрямках дозволяє досягти прийнятних результатів.
У конструкції плаского клину центральний виступ утворюється з центральної пластини, яка має звуження у кінці, з двома реактивними струменями, які розповсюджуються по зовнішнім поверхням пластини. Цей варіант може нарощуватися разом з довжиною центрального клину. Також у даному випадку існує розширена можливість керування, використовуючи зміну тяги будь-якого з встановлених у лінію двигунів.